# Tôn thờ Chúa Hài Đồng (Lotto, Kraków)

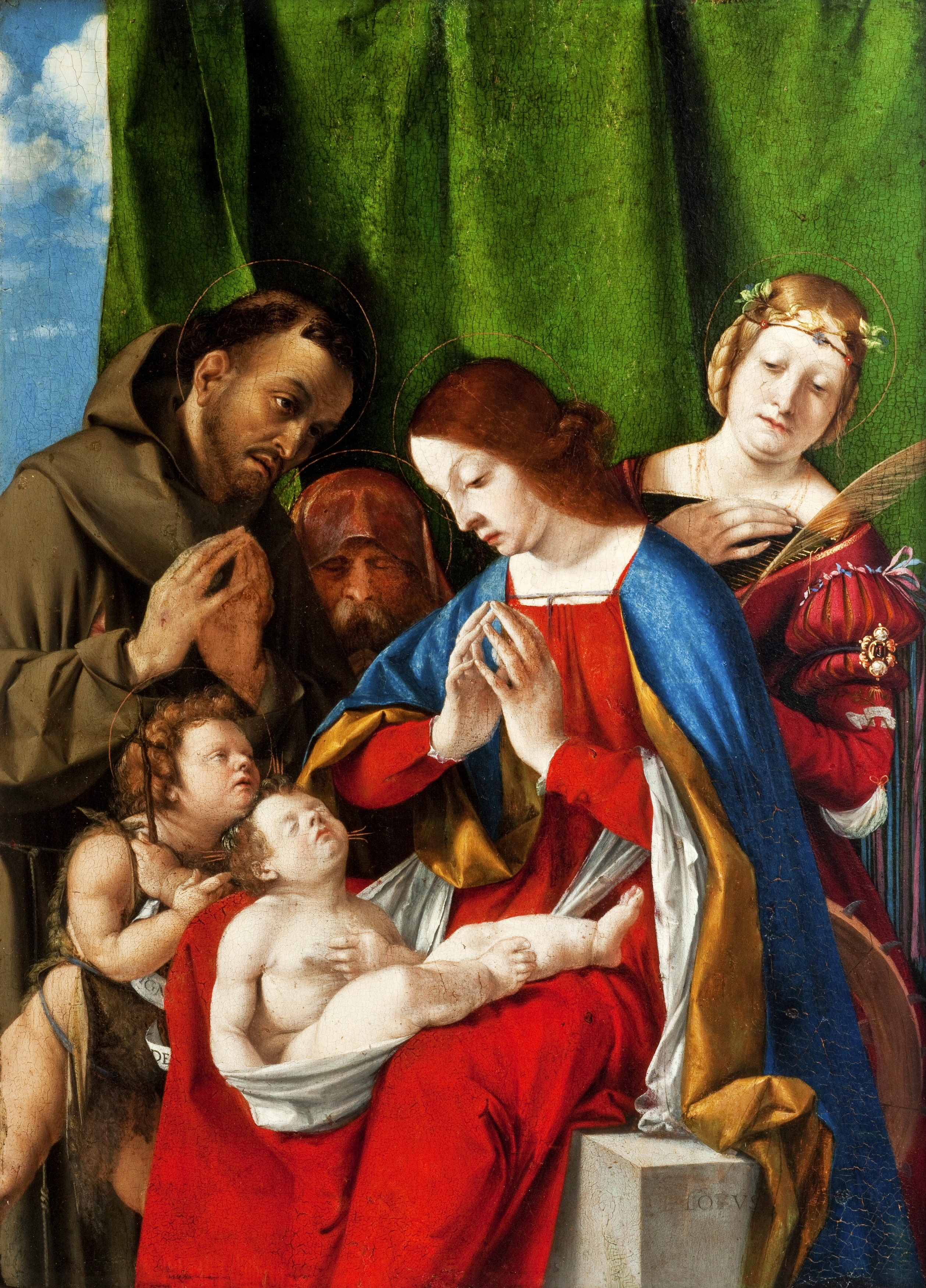

Tôn thờ Chúa Hài Đồng là một tranh màu keo vẽ trên bảng gỗ cây dương năm 1508 của Lorenzo Lotto, thuộc sở hữu của Bảo tàng quốc gia và được trưng bày tại Bảo tàng quốc gia ở Kraków, Ba Lan. Bên trái của Madonna và Con trẻ là Phanxicô thành Assisi, ở giữa phần nền phía sau là một vị thánh già (Giêrônimô hoặc Thánh Giuse) và bên phải là một thánh tử đạo nữ, có thể là Catarina thành Alexandria.
Ở thế kỷ 17, bức tranh này nằm trong bộ sưu tập của Gaspara de Haro y Guzman (1629–1687), đại sứ Tây Ban Nha tại Rôma và là phó vương của Naples, một trong những nhà sưu tập vĩ đại của thời đại, như được thể hiện bằng con dấu của mình ở mặt sau của tranh  Năm 1804, bức tranh được Jan Feliks Tarnowski mua ở Naples với giá 100 ducat; năm 1834, Jan Feliks Tarnowski đưa bức tranh này cho cháu trai mình là Janowi Karolowi Scipio del Campo, một giáo sĩ tăng hội ở Kraków.
Bức tranh được đưa vào trong chuyên khảo về nghệ sĩ của Bernard Berenson năm 1901, được Zygmunt Pusłowski mua lại vào đầu thế kỷ 20 và sau đó thuộc sở hữu của Xawery Pusłowski - người sau đó tặng lại cho cha đỡ đầu của mình là Markowi Rostworowskiemu. Năm 1971, bức tranh lại được Rostworowskiemu bán cho chủ sở hữu hiện tại là Bảo tàng quốc gia, Kraków.